# Fixatif
Ne doit pas être confondu avec fixateur.

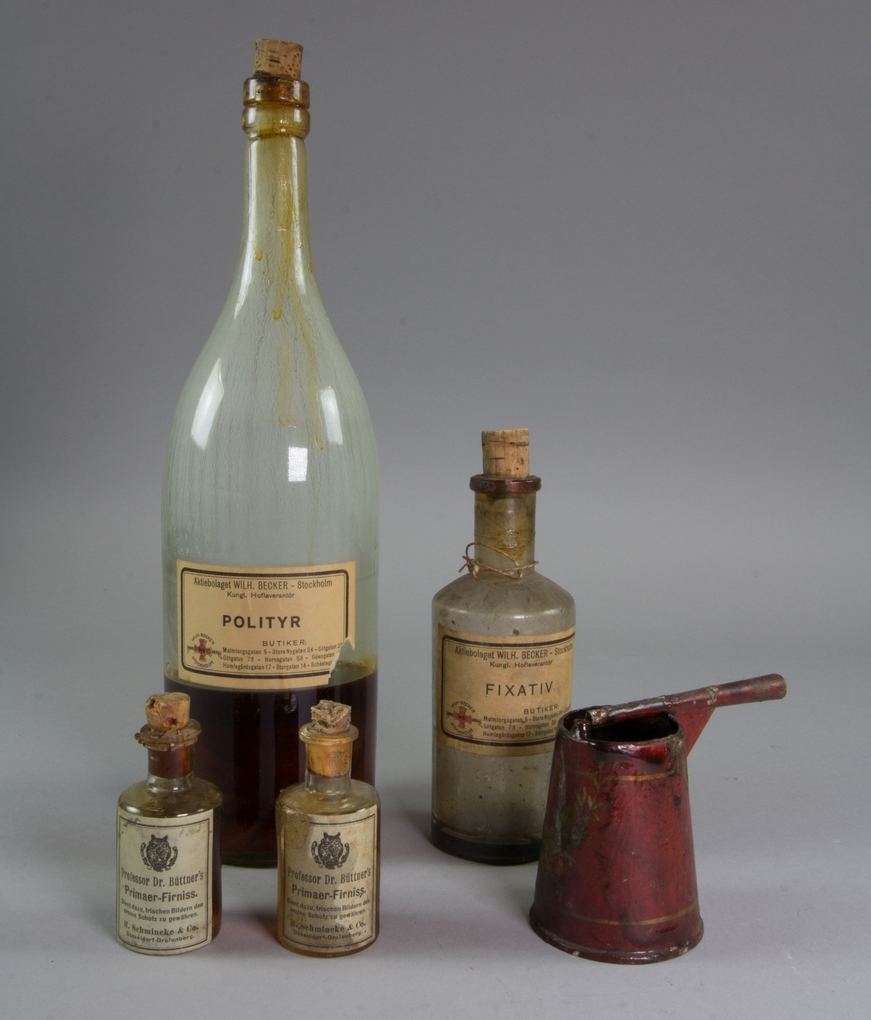
Fixatif, polish, vernis et un vaporisateur de fixatif datant d'environ 1880-1920, appartenant à Julius Kronberg.

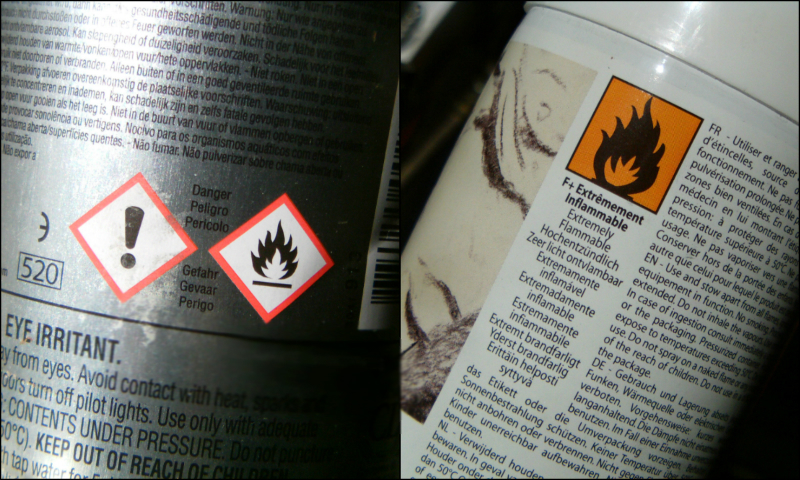
Fixatifs à vaporiser.

Le fixatif sert à stabiliser les pigments (fusain, pastel) sur le support.
À ne pas confondre avec du fixateur, qui s'utilise avant l'application de la peinture (par exemple sur un bâtiment d'extérieur, sur de l'enduit, du métal).

## Composition
À l'origine, les fixatifs étaient fabriqués à partir de résines naturelles : gomme laque, gomme dammar ou laque de Chios. Les versions modernes emploient des résines synthétiques (acryliques ou acrylo-cétoniques). 
On peut fabriquer un fixatif pour pastel en mélangeant un litre de méthanol et cent grammes de gomme laque. On peut également et avantageusement utiliser de la gomme dammar ou de la laque de Chios et remplacer le méthanol par de l'éthanol[source insuffisante]. 

## Emploi du fixatif
Le fixatif s'emploie en pulvérisation sur la surface du dessin par l'intermédiaire de bombe ou, s'il est en flacon, par l'intermédiaire d'un vaporisateur à bouche, sorte de tube coudé qui permet de souffler le produit. 
Le principal inconvénient du fixatif est d'assombrir les teintes du pastel, voire d'agglomérer les pigments. Il est alors conseillé de fixer les étapes intermédiaires et de laisser la couche finale telle quelle.

## Précautions
Contrairement à un vernis qui protège l'œuvre en surface, le fixatif pénètre les pigments et le papier : il est donc irréversible et le pastel reste fragile en surface. La meilleure protection reste donc l'encadrement sous verre. Il faudra alors veiller à ce que le pastel ne touche pas le verre. S'il est conservé dans un tiroir, le pastel sera recouvert d'une feuille de papier cristal.

## Alternatives
Devant les inconvénients du fixatif, de nombreux pastellistes ont tenté diverses recettes alternatives. Malheureusement, aucun substitut ne s'est avéré convaincant. Maurice Quentin de La Tour a ainsi endommagé nombre de ses œuvres par des essais peu concluants.     
La technique de fixation consistant à appliquer le fixatif au verso du dessin de telle sorte que le pastel ou le fusain soit fixé par détrempage est contestée par certains artistes et spécialistes tels Xavier de Langlais.
Une recette alternative existe néanmoins : la solution du fixatif est composée d'un litre de méthanol dans lequel sont dilués cent grammes de gomme-laque. Le mélange est ensuite vaporisé sur toute la surface avec une pipette à compression pulmonique.